# Brachydesmus superus

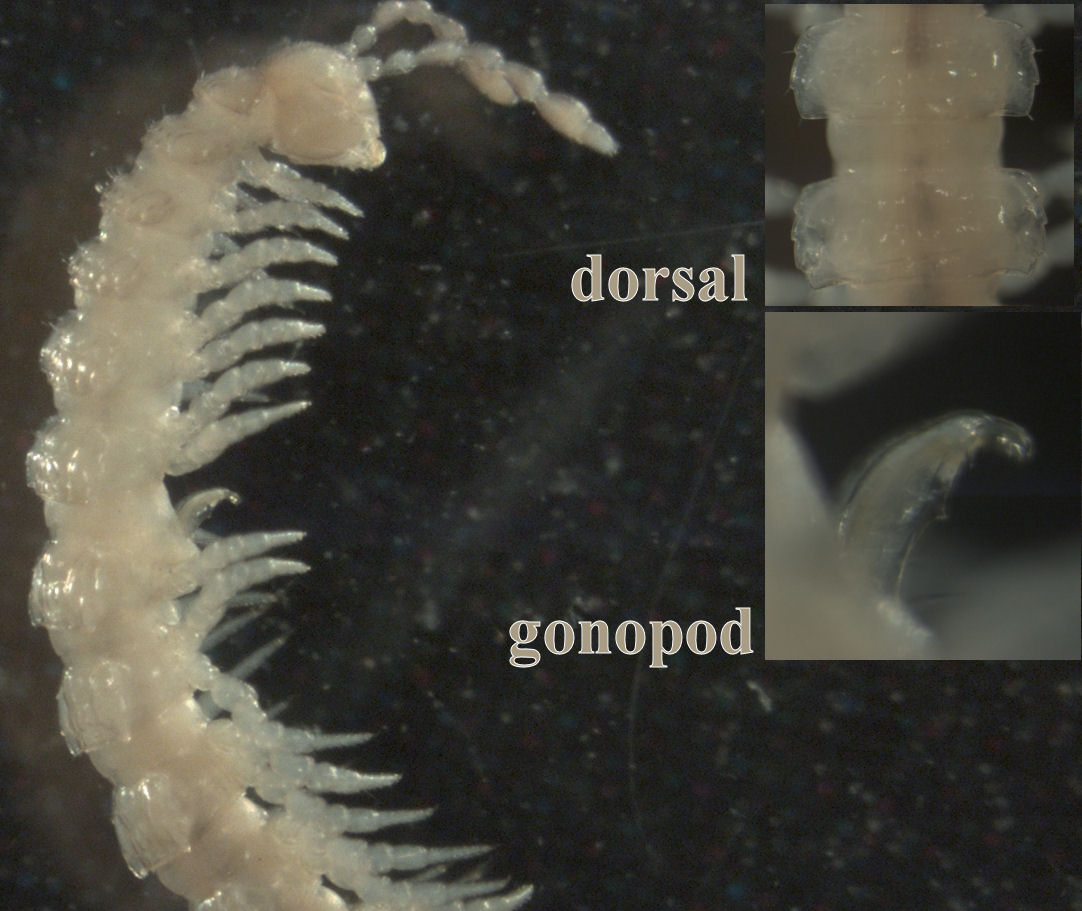
Fotos eines Männchens mit einem Gonopodium (männliches Begattungsbein)

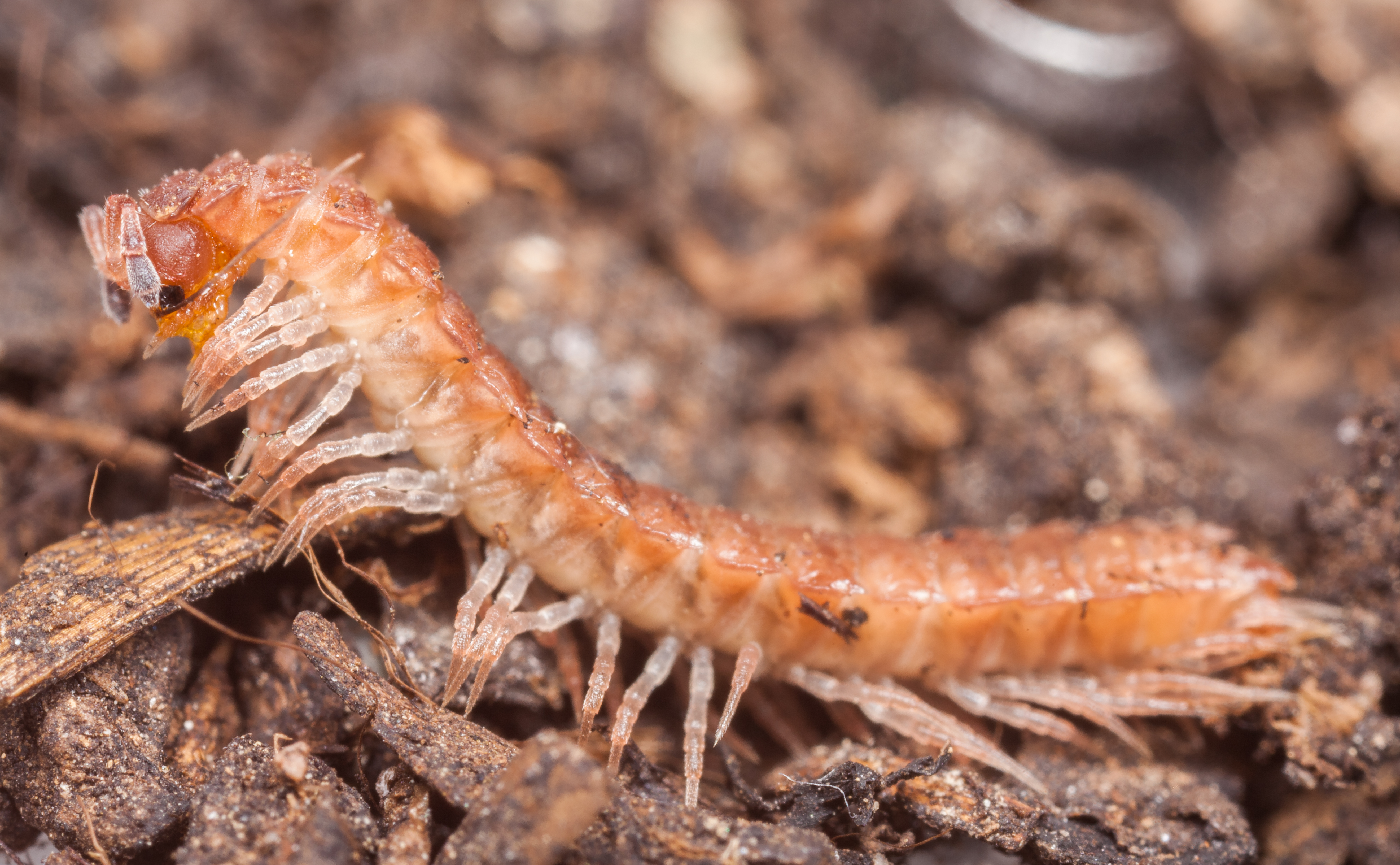
Ein Exemplar in lateraler Ansicht

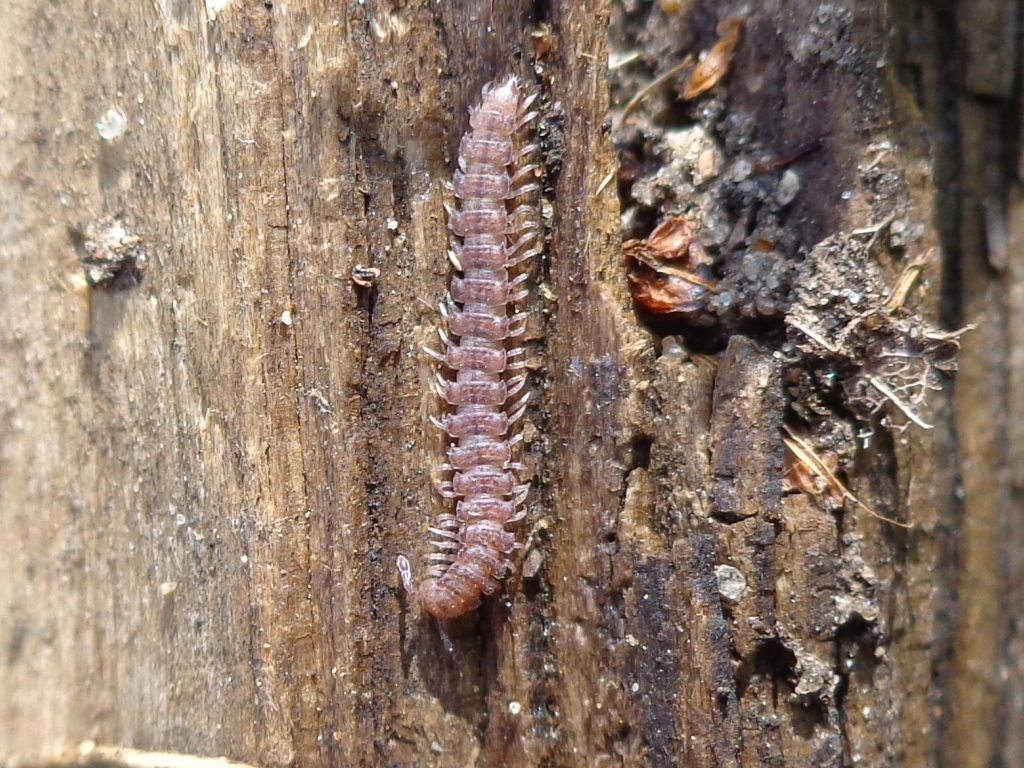
Ein Exemplar aus Lettland

Brachydesmus superus, im Deutschen gelegentlich als Gemeiner Kleiner Bandfüßer bezeichnet, ist eine Art der zu den Doppelfüßern gehörenden Bandfüßer und weit in Europa verbreitet. Hier zählt sie zu den häufigeren Vertretern der Bandfüßer und besiedelt oftmals feuchte Waldhabitate wie Auwälder oder Kulturland.

## Merkmale
Die Körperlänge beträgt 7–10 mm, die Körperbreite 0,8–1,1 mm. Die Männchen werden geringfügig größer als die Weibchen. Es handelt sich um eine kleine glänzend bräunliche, gräuliche oder weißliche Art. Der Darminhalt ist durch die transparente Cuticula (Körperhülle) zu erkennen und variiert, je nachdem was gefressen wurde von blau, grün bis dunkelbraun. Dies sieht häufig wie ein dunkles Längsband in der Körpermitte aus. Die Seiten der Körperringe weisen stark vorspringende Seitenflügel (Paranota) auf, die Ventralspange besitzt 2 breite Zähne. Typisch für die Art sind die nur 19 statt 20 Körperringe im adulten Zustand. Von den anderen mitteleuropäischen Bandfüßern weist sonst nur Macrosternodesmus palicola dieses Merkmal auf. Im Feld ist dieses Bestimmungsmerkmal aber schwierig anzuwenden, wenn sich die kleinen Tiere umherbewegen. Das Collum (Kopfschild) ist quer elliptisch und schmäler als der Kopf. Das 2. Segment ist etwas nach vorne gezogen. Die Vorderecken der Seitenflügel sind vorne ein wenig rund, die Seiten tragen 3 bis 4 Einkerbungen und die Hinterecken sind nur mäßig spitz. Die Beine sind relativ kurz und bei den Männchen verdickt. Die Höcker auf den Tergiten (Rückenschildern) sind relativ gut ausgeprägt. Die Borsten sind spitz.

### Ähnliche Arten
Propolydesmus germanicus wird mit 7–8 mm ähnlich groß, ist aber weiß gefärbt und lebt im Bodeninneren. Die Borsten von Brachydesmus superus sind lang und laufen spitz zu. Dadurch kann man sie von Juvenilen der ähnlich aussehenden Art Polydesmus denticulatus unterscheiden, deren Borsten kürzer und am Ende keulig verdickt sind. Durch die Anzahl von 19 Segmenten bei adulten Tieren kann man B. superus leicht mit subadulten Exemplaren anderer Arten verwechseln. Bei den Weibchen muss man daher auf die Epigynen (Geschlechtsöffnungs)-Leiste am 3. Segment achten, bei den Männchen auf die Gonopoden (Begattungsapparat), welche nicht so auffällig sind wie bei den anderen einheimischen Polydesmus-Arten. Polydesmus denticulatus und Polydesmus inconstans werden im adulten Zustand mit etwa 10–17 mm größer als B. superus und weisen zudem 20 Körperringe auf, Propolydesmus testaceus wird mit 13–18 mm noch größer, ist aber ebenfalls eine ähnliche Art.

## Verbreitung
Die Art ist weit verbreitet in Europa. Ihr Verbreitungsgebiet ist nicht durch Mittelgebirge begrenzt und recht gleichmäßig über den Kontinent verteilt. Bekannt ist sie von der Iberischen Halbinsel, Frankreich, Irland, Großbritannien, dem Norden Italiens, den Beneluxländern, Deutschland, der Schweiz, Österreich, dem Süden Schwedens und Norwegens, Polen, Tschechien, Ungarn sowie weiteren Ländern in Osteuropa bis in die Ukraine und Lettland. Vermutlich auf Verschleppung zurückzuführende Vorkommen sind im Süden Islands, auf den Azoren, den Kanarischen Inseln Teneriffa, La Gomera und El Hierro, Ibiza, Sizilien und im Kaukasus bekannt. Außerhalb Europas lebt die Art im Norden Tunesiens und Algeriens sowie eingeschleppt auf Tasmanien, den Juan-Fernández-Inseln, Neufundland, Nova Scotia und im Osten der Vereinigten Staaten, z. B. zwischen den Großen Seen oder in Ohio.
In Deutschland kommt die Art verstreut beinahe überall vor. Größere Verbreitungslücken gibt es kaum, eventuell gehören Zentralhessen, der küstenferne Nordwesten Niedersachsens und der Osten Bayerns dazu. Im Gegensatz zu vielen Doppelfüßern kommt die Art auch in der Norddeutschen Tiefebene weit verbreitet vor, sogar in Küstennähe sowie auf Rügen und Bornholm. Die Art gilt in Deutschland als ungefährdet.

## Lebensraum
Die Art wird als stark hygrobionte (feuchtigkeitsbewohnende) Waldart oder nur hygrobionte Art charakterisiert. Neben Wald wird auch Offenland besiedelt und neben nassen auch trockene Habitate. Es handelt sich insgesamt um eine euryöke Art mit einem breiten Toleranzbereich gegenüber Umweltfaktoren. Sie kommt häufig synanthrop vor, fast ebenso häufig aber auch in natürlichen Habitaten. Dichte Waldgebiete werden gemieden. In Deutschland findet sich die Art besonders im Kulturgelände, z. B. in Gärtnereien, Friedhöfen, Gärten, Weinbergen und Gewächshäusern, aber auch in Gebüschkomplexen, Erlenbrüchen, Flussufern und Auenwäldern. Die kälteresistente Art ist aktiv ab 1–3 °C. Dennoch handelt es sich um eine eher wärmebedürftige Art.
In Schleswig-Holstein wurde die Art vor allem in Laubmischwald, Erlenzonen von Seen und Gebüschen gefunden, in Mecklenburg-Vorpommern zeigt sie eine Vorliebe für Erlenbrüche, in Brandenburg ist sie typisch für feuchtere Wälder, fehlt aber in trockenen Wäldern und Nadelwäldern. In Sachsen-Anhalt werden feuchte Wälder bevorzugt, besonders Flussauen- und Sumpfwälder, sie lebt hier aber oft auch synanthrop. In Baden-Württemberg findet man die Art einerseits in Auwäldern, andererseits in synanthropen, offenen Biotopen, sie hat hier vermutlich ein hohes Wärmebedürfnis. In Bayern wird sie oft in synanthropen Gebüschen gefunden, in Nordrhein-Westfalen meist an Gewässern. Ebenfalls häufig wird die Art in Maulwurfsbauten gefunden.

## Lebensweise
Es handelt sich phänologisch um eine mehrjährige Frühjahrs-Herbst-Art mit einem Aktivitätsmaximum im Frühling, vor allem im Mai. Bis auf den Hochsommer ist die Art das ganze Jahr über zu beobachten. Während des Aktivitätsmaximums im Frühling finden auch die Paarungen statt. Das Weibchen baut ein Nest mit ca. 50 Eiern, selten auch 2 Nester mit 20 bis 30 Eiern. Die Weibchen sterben nach der Eiablage. Die Larven schlüpfen nach etwa 4 bis 6 Wochen im Juni oder Juli. Bei dieser Art haben sich die Männchen an das Überwintern angepasst. Sie besitzen bereits die komplette Segmentzahl mit zunächst rudimentären Gonopoden. Erst nach dem Winter häuten sie sich erneut und besitzen dann vollständig entwickelte Gonopoden, bilden bei dieser Häutung aber kein zusätzliches Segment aus. 
Brachydesmus superus frisst wahrscheinlich morsches Holz und Laubstreu, eventuell auch Flechten und Algen. In extrem trockenen Frühlingen und Sommern fressen Tausendfüßer auch an jungen Trieben oder Wurzeln anderer Pflanzen. In dem Fall steht aber wohl der Wassergehalt der Pflanze im Vordergrund und nicht der Nährwert. Aus England wurde berichtet, dass diese Art als Schädling bei Salatpflanzen aufgetreten ist. Brachydesmus superus kann 65 bis 488 Stunden (3–20 Tage) bei Temperaturen von 10 °C unter Wasser überleben.

## Taxonomie
Die Art wurde 1884 von Robert Latzel unter dem Namen Brachydesmus superus erstbeschrieben. Weitere Synonyme von Latzel aus dem gleichen Jahr lauten Eubrachydesmus superus und Polydesmus superus. Weitere Synonyme der Art sind Polydesmus pilidens Koch 1847, Brachydesmus mosellanus Verhoeff 1891, Brachydesmus insculptus Pocock 1892, Brachydesmus peninsulae Attems 1899, Brachydesmus apuanus Verhoeff 1907, Brachydesmus gladiolus Williams & Hefner 1928, Brachydesmus pallidus Loomis 1839 und Brachydesmus dux Chamberlin 1940.
Die Gattung Brachydesmus beinhaltet mehr als 90 verschiedene Arten. In Mitteleuropa ist B. superus die einzige Art, in Südeuropa kommen weitere Arten vor.

### Unterarten
Es werden 18 Unterarten unterschieden. Diese lauten:
- Brachydesmus superus abbreviatus Verhoeff, 1945
- Brachydesmus superus aenariensis Verhoeff, 1941
- Brachydesmus superus bulgaricus Verhoeff, 1928
- Brachydesmus superus capreae Verhoeff, 1942
- Brachydesmus superus culminis Verhoeff, 1952
- Brachydesmus superus elbanus Attems, 1908
- Brachydesmus superus humilis Attems, 1927
- Brachydesmus superus humilisspelacus Manfredi
- Brachydesmus superus laurorum Verhoeff, 1907
- Brachydesmus superus limonensis Verhoeff, 1930
- Brachydesmus superus macchiae Verhoeff, 1930
- Brachydesmus superus mosellanus Verhoeff, 1891
- Brachydesmus superus portofinensis Verhoeff, 1907
- Brachydesmus superus riparianus Verhoeff, 1932
- Brachydesmus superus roncanus Verhoeff, 1932
- Brachydesmus superus scandinavius Attems, 1927
- Brachydesmus superus sorattinus Verhoeff, 1951
- Brachydesmus superus spelaeorum Verhoeff, 1895